# Cethlionn
Cethlionn, auch Cethlenn (altirisch) oder Ceithleann (neuirisch) ist eine Sagengestalt der keltischen Mythologie Irlands.

## Mythologie
Cethlionn war die Gattin des Königs Balor der Fomori und die Mutter von Ethniu. Da sie prophetische Gaben besaß, warnte sie ihren Gatten, dass er in der zweiten Schlacht von Mag Tuired gegen die Túatha Dé Danann das Leben verlieren werde. In dieser Schlacht fügte sie dem Dagda eine Verletzung zu und Balor fiel durch Lugh, wie sie es prophezeit hatte.
Die irische Stadt Enniskillen im County Fermanagh (Nordirland) trägt ihren Namen (Inis Ceithleann, „Cethlenns Insel“).